# 岡山県道186号中庄停車場線
岡山県道186号中庄停車場線（おかやまけんどう186ごう なかしょうていしゃじょうせん）は、岡山県倉敷市を通る一般県道である。

## 概要
JR西日本山陽本線 中庄駅と岡山県道162号岡山倉敷線（国道2号旧道）を結ぶ。

### 路線データ
- 起点：倉敷市鳥羽（JR西日本山陽本線 中庄駅前）
- 終点：倉敷市松島（中庄駅入口交差点、岡山県道162号岡山倉敷線交点）
- 総延長：0.5 km

## 路線状況

### 別名
- 駅前通り（倉敷市）

## 地理

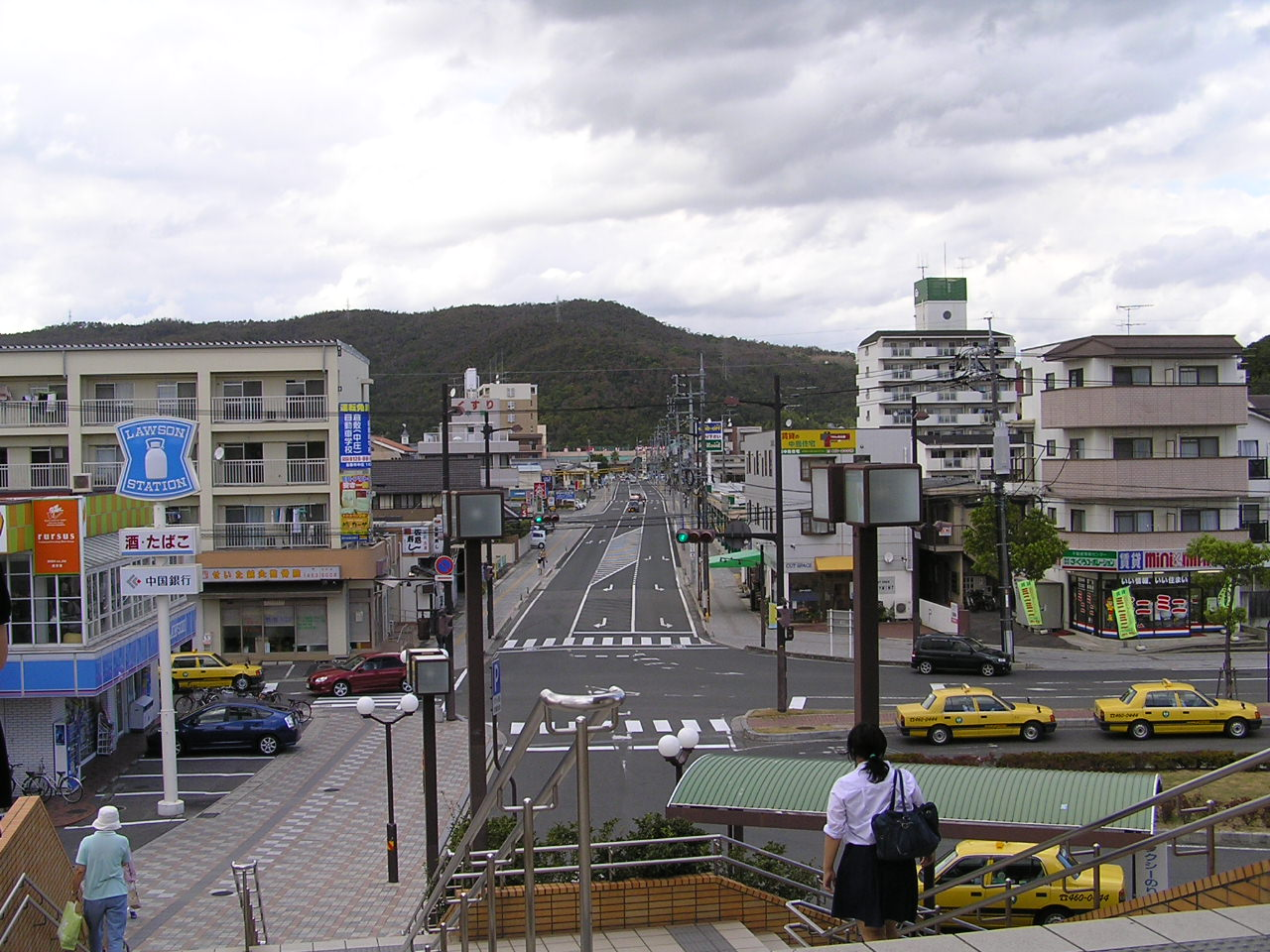
中庄駅から見た岡山県道186号中庄停車場線

### 通過する自治体
- 倉敷市

### 交差する道路
| 交差する道路            | 交差する場所 | 交差する場所            |
| ----------------------- | ------------ | ----------------------- |
| 岡山県道162号岡山倉敷線 | 松島         | 中庄駅入口交差点 / 終点 |

### 沿線
- JR西日本山陽本線 中庄駅
- 川崎医科大学附属病院
- 倉敷警察署松島交番